# (3481) Xianglupeak
(3481) Xianglupeak – planetoida z grupy pasa głównego asteroid okrążająca Słońce w ciągu blisko 3 lat i 130 dni w średniej odległości 2,24 j.a. Została odkryta 19 lutego 1982 roku w obserwatorium astronomicznym w Xinglong. Nazwa planetoidy pochodzi od najwyższej góry północno-zachodniego Pekinu, malowniczej i popularnej wśród turystów. Nazwa Xianglu nawiązuje do kształtu góry, która ma strome łąki z płaskim szczytem. Przed nadaniem nazwy planetoida nosiła oznaczenie tymczasowe (3481) 1982 DS6.